# Talsperre Klingerbach
Die Talsperre Klingerbach ist die kleinste Trinkwassertalsperre in Sachsen. Sie wurde für die Trinkwasserversorgung von Zwickau gebaut und ist die „kleine Schwester“ der Talsperre Amselbach.

## Staumauer
Die Staumauer der Talsperre Klingerbach ist eine Gewichtsstaumauer aus Beton mit einer Bruchsteinverkleidung. Die Talsperre wurde von 1939 bis 1940 in der Nähe von Weißbach bei Zwickau erbaut. Die Inbetriebnahme war am 8. Oktober 1940. 1997 wurde sie instand gesetzt. Die Mauerkrone ist begehbar, jedoch gibt es keine Brücke über die Hochwasserentlastung. Das gestaute Gewässer ist der Klingerbach, ein Nebenfluss der Zwickauer Mulde. 

## Freizeitmöglichkeiten
Freizeitsport im und am Stausee ist nicht möglich. Auch das Wandern rund um den Stausee lohnt nicht, weil der Stausee sehr klein ist. Unterhalb der Staumauer stehen einige Finnhütten als Wochenendhäuser.